# Otto von Lobdeburg
Otto von Lobdeburg (mort le 5 décembre 1223) est évêque de Wurtzbourg de 1207 à sa mort.

## Biographie
Otto vient de la famille noble de Lobdeburg comme le château du même nom (de), près de Lobeda (de) (aujourd'hui quartier d'Iéna), dans la Marche Sorabe. Avec son neveu Hermann von Lobdeburg, évêque de Würzburg de 1225 à 1254, et parent de Konrad von Querfurt, évêque de 1198 à 1202, il s'agit d'une famille très influente dans le développement de l'évêché de Würzburg dans la première moitié du XIIIe siècle.
Il veut ainsi changer la politique impériale. Pour montrer sa position de prince impérial et de prince-évêque, il crée un déficit important dans les comptes du diocèse, perd la seigneurie de Lambach et ses revenus auprès des ducs d'Autriche.
Tout de suite après son élection, Otto von Lobdeburg part rencontrer le pape Innocent III pour connaître la position politique de l'Église. Il est chargé de le représenter à la cour impériale et de soutenir la plainte contre l'évêque de Brême Valdemar. En 1209, il doit veiller sur l'évêque de Bamberg Eckbert von Andechs-Meranien après sa suspicion de complicité dans l'assassinat de Philippe de Souabe.
Le 24 mai 1209, les prétendants au trône d'Otton IV du Saint-Empire viennent à Würzburg où se tient la réunion des princes de l'Empire, pour préparer le voyage à Rome et le couronnement de l'Empereur. En 1210, un différend a lieu entre l'empereur et le pape. Tout comme l'archidiocèse de Cologne, Otto von Lobdeburg soutient l'empereur. Des troubles graves ont lieu à Cologne et à Wurtzbourg. Dans la ville bavaroise, les ministériels avancent l'évêque d'Eichstätt Heinrich von Ravensburg contre l'évêque actuel. La Maison de Ravensburg avait assassiné Konrad von Querfurt, sans avoir aboli l'influence de l'Église. Maintenant ils affichent une opposition claire aux Lobdeburg. Bien que Heinrich von Ravensburg ait l'appui du diocèse de Mayence, Otto von Lobdeburg l'expulse de la ville de Wurtzbourg après un bref exil.
En 1212, Otto von Lobdeburg choisit l'opposition, se met auprès de l'antiroi Frédéric II et lui donne en 1213 et 1217 une armée pour aller en Thuringe et se battre contre Otton IV. Il gagne ainsi la confiance de Frédéric II et devient le conseiller religieux de Henri lors de son séjour en Italie.
Otto fonde en 1221 le couvent franciscain de Wurtzbourg. Il s'agit du premier établissement des Frères mineurs conventuels au nord des Alpes. Par ailleurs, l'ordre Teutonique s'établit dans l'évêché de Wurtzbourg ; il s'installe à Hüttenlehm en 1213, à Bad Mergentheim et Wurtzbourg en 1219.
On ne sait pas où il est enterré. Son bras droit se trouve à l'abbaye d'Auhausen, fondée par les seigneurs de la commune, qui font partie des ancêtres des Lobdeburg.

## Source, notes et références
- Notices d'autorité :   - VIAF
  - GND

- (de) Cet article est partiellement ou en totalité issu de l’article de Wikipédia en allemand intitulé « Otto I. von Lobdeburg » (voir la liste des auteurs).
- (de) Theodor Henner, « Otto I., Bischof von Würzburg », dans Allgemeine Deutsche Biographie (ADB), vol. 24, Leipzig, Duncker & Humblot, 1887, p. 734-736
- (de) Alfred Wendehorst, « Otto I. von Lobdeburg », dans Neue Deutsche Biographie (NDB), vol. 19, Berlin, Duncker & Humblot, 1999, p. 696–697 (original numérisé).